# Poggiomarino
Poggiomarino è un comune italiano di 22 660 abitanti della città metropolitana di Napoli in Campania.

## Storia
Gli indigeni dell'attuale territorio di Poggiomarino furono i Sarrasti. I primi insediamenti risalgono alla media età del Bronzo (circa 1350 a.C.) fino agli inizi del VI secolo a.C., come testimoniato dai ritrovamenti straordinari venuti alla luce accidentalmente nel 2000, nell'attuale località di Longola, durante i lavori per la costruzione del depuratore del medio-Sarno. Il villaggio più antico risale al Bronzo medio avanzato ed era costruito su una rete di isolotti artificiali, delimitati da robusti tronchi di quercia piantati nel fondale acquitrinoso, in modo da consolidarli. Gli isolotti erano circondati da canali artificiali navigabili che avevano le sponde rafforzate da pali e tavole di legno di quercia. I Sarrasti si spostavano grazie all'utilizzo di imbarcazioni lunghe e strette: è stata individuata una darsena con almeno due piroghe ancora attraccate a pali.

### XVII secolo
La storia moderna della città è legata in modo indissolubile a quella di Striano, suo antico capoluogo. L'origine dell'abitato si deve alla costruzione, verso la fine del XVI secolo, del "Canale Conte di Sarno", un'opera di ingegneria idraulica, voluta dal nobile Muzio Tuttavilla, all'epoca conte di Sarno. Nel 1553 il conte acquistò il feudo di Torre Annunziata e decise di portarvi le acque del fiume Sarno, per alimentare i mulini del luogo. I lavori iniziarono nel 1592 e gli operai impegnati nella costruzione crearono delle abitazioni, precarie dapprima, più stabili in seguito, intorno a una taverna, la "Taverna Penta", che diede il nome alla borgata. Durante l'eruzione del Vesuvio del 1631, le popolazioni vesuviane furono costrette a trasferirsi in un territorio più sicuro, contribuendo così alla crescita demografica del nuovo villaggio. Nel 1726 l'osteria era circondata da poche case e una cappella dedicata a sant'Antonio di Padova, sotto la giurisdizione del parroco della chiesa matrice di San Giovanni Battista di Striano.

### XVIII secolo

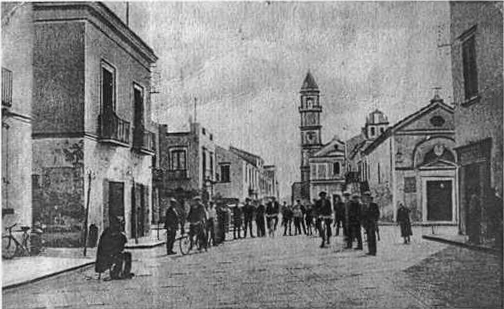
Corso de Marinis - 1930. Sulla destra è visibile un angolo del Palazzo del Principe e relativa cappella (costruzioni ormai rimpiazzate)

Nel 1738 il borgo assunse il nome di Poggio Marino dal nuovo proprietario Giacomo de Marinis, un noto e potente mercante genovese che aveva acquistato il Principato di Striano e il Marchesato di Genzano. Nello stesso periodo il Principe de Marinis fece costruire il suo omonimo palazzo, e iniziò a chiamare quante più persone possibili per la coltivazione delle sue vaste tenute nella vicina località di Longola, offrendo loro delle franchigie e delle case che fece costruire in loco. Fu così che nel giro di poco tempo la popolazione iniziò a crescere a dismisura fino a raggiungere, nel 1804, circa 2 200 abitanti. A quei tempi nel territorio vi erano coltivazioni di grano, lino, vite, gelsi e mele, inoltre tra Poggiomarino e Striano c'era un ponte di pietra sotto il quale scorreva il fiume Sarno, all'epoca chiamato Dragone, ricco di anguille e granchi.
Giacomo de Marinis morì senza lasciar eredi e nel 1753, tutti i suoi averi andarono a suo nipote Giovanni Andrea, feudatario sino al 1806, epoca in cui fu abolita la feudalità. Nel 1798, subito dopo la prima campagna d'Italia delle truppe francesi, il Regno di Napoli entrava nuovamente in guerra. Il re Ferdinando IV, persa la battaglia di Civita Castellana, si rifugiò a Palermo, lasciando il suo regno nell'anarchia più totale, che ben presto degenerò in guerra civile fra i lazzari (esponenti della classe popolare e fedeli al Re)  e i giacobini (personalità filofrancesi di grande rilievo e cultura). In tale contesto, insorse il movimento rivoluzionario napoletano, appoggiato dai francesi, al quale aderì anche Filippetto de Marinis, figlio di Giovanni Andrea. Il giovane ragazzo, appena diciottenne, prese parte all'insurrezione, parteggiando per la famosa Compagnia della Morte, formata da 300 giovani patrioti. Il 23 gennaio 1799, con il consenso dei francesi, venne instaurata la nuova Repubblica Napoletana che ebbe vita breve a causa dell'inesperienza dei repubblicani e il mancato appoggio del popolo. Infatti dopo pochi mesi venne restaurato il potere borbonico e alla caduta della Repubblica Napoletana, Filippetto De Marinis, insieme agli altri repubblicani, fu arrestato e sottoposto a procedimento penale. Il 23 settembre 1799, la Suprema Giunta di Stato lo condannò alla pena capitale tramite decapitazione. Il 1º ottobre 1799, in piazza Mercato a Napoli, Filippetto de Marinis, all'età di soli 21 anni, sali sul patibolo e dopo aver chiesto perdono a tutti, baciò il suo boia facendo ammutolire il popolo e morendo da vero eroe.
Durante la grande eruzione del Vesuvio del 15 giugno 1794, a cui seguirono delle alluvioni, il territorio fu danneggiato gravemente. Dalle pendici del vulcano scesero due colate di fango, pressappoco alte 6 m e larghe 900 m, che spezzarono e sradicarono molti alberi. Dal versante del monte Somma franarono circa 7 tonnellate di rocce, una delle quali era approssimativamente alta 1,5 m e lunga 3 m, che devastarono vari km² di terra.Le alluvioni probabilmente, furono il risultato di intense piogge causate dall'eruzione vulcanica esplosiva che produsse grandi quantitativi di vapore, creando così dei temporali di origine vulcanica, che si riversarono sulle pendici del Vesuvio creando così delle valanghe di fango che scesero a valle inondando e devastando la cittadina.

### XIXsecolo
Sotto il regno di Giuseppe Bonaparte, il 2 agosto 1806, venne abolità la feudalità e sul modello francese, il regno di Napoli fu suddiviso in province, distretti, circondari e comuni. Con la legge nº 272 dell'8 dicembre 1806, Poggio Marino divenne comune del Circondario di Bosco Tre Case, sotto il Distretto di Castellammare. Striano, da antico capoluogo, divenne per un brevissimo periodo borgo di Poggio Marino fino a quando nel 1809, con Real Decreto del 23 ottobre, fu reso autonomo come comune di Striano.
Il 15 giugno 1851, il comune di Poggiomarino presentò una richiesta di risarcimento da parte del comune di Boscoreale per errori catastali rilevati dagli atti del 1821 ed anni successivi. Il comune rivendicò i territori appartenenti di diritto alla sua giurisdizione. La disputa si concluse dopo molti anni quando Il 6 settembre 1946 la frazione di Flocco, fino ad allora parte del comune di Boscoreale, venne aggregata a Poggiomarino.

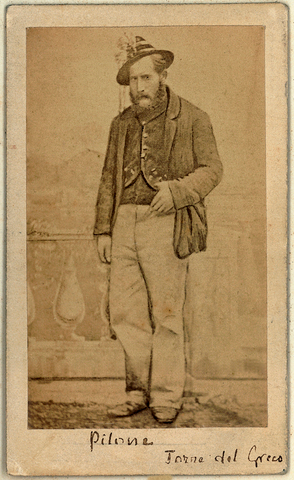
Il Brigante Antonio Cozzolino, detto Pilone

Con la nascita del Regno d'Italia nel 1861, sorsero delle insurrezioni popolari, a opera dei cosiddetti Briganti, contro il nuovo governo, che interessarono le ex province del Regno delle Due Sicilie. Le motivazioni furono: Il serio peggioramento delle condizioni economiche; l'incomprensione e indifferenza della nuova classe dirigente verso la popolazione da loro amministrata; l'aumento delle tasse e dei prezzi di beni di prima necessità; l'aggravarsi della questione demaniale, dovuta all'opportunismo dei ricchi proprietari terrieri. Anche il popolo di Poggiomarino parteggiava per la restaurazione del potere borbonico, tant'è che nella speranza del ritorno del re, nella piazza venne affisso un manifesto per incitare il popolo:
e se nò, sangue correrà a fiumi per la volontà del popolo,
e se no, sangue correrà a fiumi per la difesa del nostro re Francesco II.
Fuori l'Italia, sangue, sangue sangue»
(L. Davitti, La cospirazione borbonico-clericale svelata, 1862, p. 574)
Nelle campagne di Poggiomarino, Flocco e Ottajano (oggi Ottaviano) si nascondevano due bande di Briganti: i Pilone e Micciariello. Questi estorcevano denaro ai ricchi e ne donavano una parte ai bisognosi.
La risposta al brigantaggio da parte dei Savoia fu molto violenta e per certi versi crudele. Il nuovo regno, al fine di riordinare l'esercito, istituì 13 Legioni territoriali dei Carabinieri che tra l'altro ebbero il compito di combattere il brigantaggio locale. Il vicebrigadiere Luigi Galimberti, della 7ª legione dei Carabinieri di Napoli, fu decorato con una medaglia d'argento, nel comune di Poggio Marino, perché attaccò quattro briganti e dopo aver lottato corpo a corpo con due di loro, riuscì a disarmarli e arrestarli.
Fino al XIX secolo l'approvvigionamento dell'acqua avveniva tramite cisterne e pozzi artesiani. Quando venne realizzato il "Conte di Sarno", soprattutto in tempi di siccità per cui le cisterne erano secche, senza curarsi della potabilità dell'acqua, la si raccoglieva direttamente lungo le rive del canale. L'acqua veniva trasportata con botti sui carri o portata in testa con bigonce.
Verso la fine del XIX secolo iniziarono i lavori per la costruzione dell'Acquedotto del Sarno che andò in funzione il 18 aprile 1892. Le condutture raggiunsero anche Poggiomarino e così furono installate le prime fontane pubbliche, alcune delle quali tuttora esistenti e funzionanti. Spesso, sempre quando le cisterne erano secche, per attingere un secchio d'acqua bisognava fare una fila di ore e l'mpazienza era tale che facilmente vi erano litigi e battibecchi fra le persone in fila.

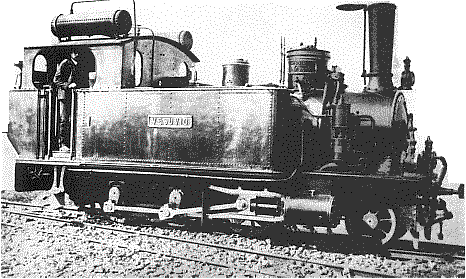
Costruita nel 1890, "Vesuvio" è stata la prima locomotiva della ferrovia Napoli-Ottajano.

### XXsecolo
Nel 1906 il paese fu raggiunto dalla Ferrovia Circumvesuviana, con i primi treni a vapore, sia con la linea Napoli-Ottaviano-Sarno sia con la linea Napoli-Pompei-Poggiomarino. In seguito, nel 1924, le due linee vennero interamente elettrificate. La nuova via di comunicazione diede nuove orizzonti occupazionali agli abitanti i quali iniziarono a spostarsi agevolmente in molti paesi vesuviani. In quel periodo molti abitanti lavoravano come operai soprattutto a Portici, Resina (attuale Ercolano), Torre del Greco e Torre Annunziata. La ferrovia, in un'epoca in cui vi erano pochi mezzi di comunicazione, si rivelò anche un elemento fondamentale per la crescita demografica del paese. Infatti mentre negli altri paesi vi furono forti riduzioni di popolazione dovute a vari motivi quali emigrazione verso gli Stati Uniti, mortalità per colera nel 1908, mortalità per influenza spagnola nel 1919, caduti in guerra nel 1915-1918, morti durante le eruzioni del Vesuvio del 1929-1930, nonostante ciò a Poggiomarino vi fu un considerevole aumento di popolazione: da 4663 residenti del 1901 si arrivò a 5815 residenti nel 1931.

#### Il Fascismo

Sfilata a Roma del Fascio femminile di Poggiomarino

Dopo l'instaurazione del fascismo nel 1926, si tentò di mutare il modo d'essere e comportarsi degli Italiani sul modello sociale e etico dettato dall'ideologia del nuovo regime dittatoriale. La propaganda del nuovo regime imponeva ideali quali il nazionalismo, il patriottismo, il militarismo, l'atletismo, l'eroismo e l'autoritarismo. In quel contesto venne costruita la scuola elementare in via Roma intitolata al martire e patriota Filippetto De Marinis, mentre l'altra scuola in via Filippo Turati (attuale Plesso Tortorelle) venne intitolata a "Rachele Mussolini". Sulla facciata principale del Comune venne incisa la frase "DUX REX". Fu fondato anche il Fascio Femminile di Poggiomarino che il 1º gennaio del 1939, partecipò alla sfilata fascista lungo via San Gregorio a Roma.

Foto di Rosa Velardo

La dittatura emanò le leggi fascistissime, con lo scopo di debellare tutti i partiti e le associazioni d'opposizione. A Poggiomarino, nel 1931, furono arrestate due ragazze, Annunziata Giulia e Bonagura Anna, che facevano parte della Gioventù femminile di Azione Cattolica. L'associazione fu fondata a Poggiomarino nel 1928, da un'insegnante, Rosa Velardo (Poggiomarino, 1912 – 1955) la quale per proteggere le Associazioni di Azione Cattolica minacciate dalla chiusura, le trasformò, con l'aiuto dei Frati minori, in Terz'ordine francescano, in modo che, essendo legati a un Ordine Religioso, la soppressione da parte del regime risultasse più difficile.

#### Seconda guerra mondiale
Durante la seconda guerra mondiale, dopo lo sbarco anglo-statunitense a Salerno, avvenuto il 9 settembre 1943, i tedeschi, nel tentativo di fermare l'avanzata alleata, furono costretti a risalire verso nord, per poi appostarsi sul monte Cassino che era l'unica via d'accesso. La guerra cominciò così a interessare la Campania suscitando paura e timori tra le popolazioni che non erano state ancora toccate, in modo diretto, dal conflitto.
La popolazione tirò un sospiro di sollievo quando, il 25 luglio di quell'anno, vi fu la caduta del regime fascista, iniziando così a sperare che in pochi giorni la guerra sarebbe finita. Quando poi in un pomeriggio dell'8 settembre, sempre del 1943, un comunicato radio riferì che il 3 settembre, a Cassibile, in provincia di Siracusa, era stato firmato l'armistizio, tutta la popolazione si riversò per le strade in preda all'euforia mentre le campane suonavano a festa. Purtroppo l'entusiasmo durò poco perché il giorno seguente la guerra arrivò nelle strade di Poggiomarino. Infatti a notte fonda del 9 settembre,. una lunga colonna di carri armati tedeschi proveniente da Terzigno, percorrendo via Piano del Principe, si fermò a "Pizzo lampione" della località Flocco terrorizzando gli abitanti del luogo. La colonna avanzò poi nel pomeriggio del giorno dopo, attraversando Piazza de Marinis a Poggiomarino per poi proseguire verso San Marzano, per ostacolare l'avanzata anglo-americana.
L'artiglieria tedesca intanto aveva piazzato alcuni cannoni in località Fornillo e da lì, per alcuni giorni, di tanto in tanto venivano sparate delle granate verso la valle del Sarno. La gente terrorizzata dai colpi che facevano vibrare le case come in un terremoto si rifugiò nelle campagne circostanti. Nel cielo sereno di quell'estate ebbero luogo vari combattimenti aerei fra i velivoli statunitensi "a due code" e gli "Stuka" tedeschi.
Nel frattempo, per impedire l'avanzate delle truppe alleate, i nazisti fecero saltare il ponte sul fiume Sarno di San Marzano, stabilendosi a Poggiomarino. Il 25 settembre, tramite manifesti pubblici, a tutti i cittadini, compresi i carabinieri e vigili urbani, fu intimato di consegnare le armi. La maggioranza della popolazione rispettò gli ordini per paura di rappresaglia. Tutte le armi vennero ammucchiate in piazza De Marinis, dopodiché furono schiacciate con un carro armato.
Intanto con un altro manifesto venne ordinato, pena la fucilazione, a tutti gli uomini dai 18 ai 60 anni di presentarsi in Piazza De Marinis. Ovviamente nessuno si presentò e tutti si occultarono nelle campagne. Allora i tedeschi nella notte fra il 25 e il 26 settembre rastrellarono le zone di Striano, della contrada Marra e di Poggiomarino, riacciuffando quasi tutti. Gli uomini furono incolonnati lungo la via Piano del Principe e condotti verso la stazione delle FF.SS. di Terzigno per essere deportati in Germania. Alcuni di loro riuscirono a scappare attraverso le siepi della strada, rifugiandosi nelle campagne circostanti.
Nell'edificio della scuola in contrada Tortorelle venne allestito un ospedale militare tedesco per i feriti del fronte di Scafati e San Marzano. Nel cortile adiacente alla scuola venivano seppelliti i morti che successivamente, dopo la guerra, vennero esumati e portati in patria.
La retroguardia tedesca intanto iniziò a devastare e incendiare molte case lungo il tragitto al fine di impedire il passaggio delle colonne corazzate alleate che stavano avanzando. Purtroppo gli alleati tardarono a risalire verso Poggiomarino e le devastazioni furono ingenti: la linea elettrica fu totalmente distrutta; la Circumvesuviana in completa rovina; le strade bloccate dalle macerie.
Nella notte del 27, si udirono molti spari di fucili, raffiche di mitraglie e rombi di cannoni dei pochi soldati nazisti che tentavano di coprire la ritirata del grosso delle truppe. Poi, il mattino seguente, finalmente arrivarono da Scafati le truppe inglesi del 1/7° Queen's Royal Regiment, protette dagli aerei che sorvolano la zona e accolte con esultanza dal popolo che vedeva in loro i liberatori. Gli inglesi entrarono abbastanza facilmente nel paese, ma a nord di esso dovettero affrontare una forte resistenza dei tedeschi.
Nel gennaio del 1944, nelle campagne fra la località di Fornillo (attualmente frazione di Poggiomarino) e Terzigno, gli statunitensi allestirono in brevissimo tempo un aeroporto militare, che per la sua vicinanza alla più conosciuta cittadina di Pompei, venne denominato Pompeii Airfield (Campo d'aviazione Pompei). Il campo ospitò gli aerei B-25 Mitchell del 340º stormo bombardieri. Fra le molteplici azioni aeree partite dal Pompeii Airfield, ricordiamo, la partecipazione al bombardamento dell'Abbazia di Montecassino del 15 febbraio 1944, al tempo occupata dai tedeschi che strategicamente la stavano utilizzando come fortezza. Intorno all'aeroporto vi erano gli accampamenti delle varie squadriglie (quattro in totale). Gli accampamenti della 486ª e 488ª Squadriglia, come pure il Quartier Generale e l'area di atterraggio, si trovavano nella zona di Terzigno, mentre le campagne di Poggiomarino al confine, l'attuale frazione di Fornillo, ospitarono la 487ª e 489ª Squadriglia. Sul diario di guerra della 487ª il 5 gennaio c'è una simpatica descrizione della cittadina:
(Prepared by Lt. Clifford e W. Swearingen, War Diary, 487th Bombardment Squadron of 340th Bombardment Group)
La 487ª e 489ª Squadriglia arrivarono a Poggiomarino il 4 gennaio, dove trovarono molti edifici vuoti perché precedentemente molte famiglie erano state sfrattate con la forza. Malgrado il dramma di quelle povere persone, gli statunitensi ebbero la fortuna di non dover erigere delle tende personali, vivendo così nelle case abbandonate. Sul diario di guerra della 489ª il 5 gennaio si legge:
The town we heve taken over was just recently inhabited by Italians who were forcibly evicted from their homes . All of them have not yet completely moved out. It is a pitiful sight to see these poor people struggle with their few belongings, headed for they don't know where. But, nevertheless, we are happy that we do not have to set up
La città che abbiamo preso era recentemente abitata da italiani che sono stati sfrattati con la forza dalle loro case. Non tutti si sono ancora completamente spostati. È uno spettacolo pietoso vedere queste povere persone lottare con i loro pochi averi, diretti senza sapere dove. Tuttavia, siamo contenti di non dover creare
(Prepared by Lt. Jack A. Casper, War Diary, 489th Bombardment Squadron of 340th Bombardment Group)

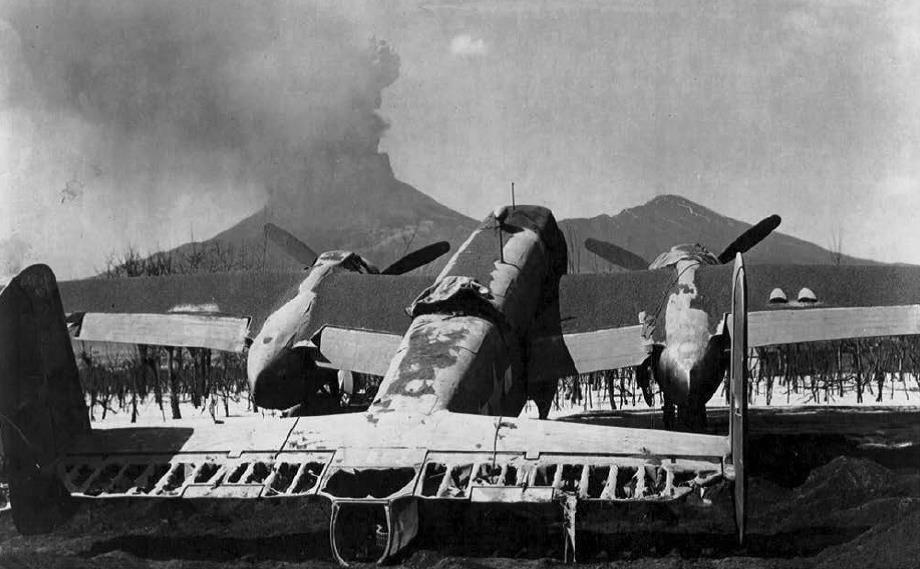
Foto di un B-25 danneggiato dalla cenere e i lapilli del Vesuvio

I militari avevano a disposizione grandi quantitativi di cibo e materiale di ogni genere e ciò favorì lo sviluppo di traffici fra i soldati e la popolazione locale, che in quel periodo di carestia era sempre alla ricerca di cibo e generi di prima necessità. Il 15 marzo del 1944 vi fu un'eruzione del Vesuvio che con polveri e lapilli danneggiò tutti gli aerei del campo costringendo gli statunitensi a rimorchiarli e abbandonare precipitosamente il campo trasferendosi, il 23 marzo, al Paestum Airfield. Finita l'eruzione la gente del luogo saccheggiò quello che gli statunitensi avevano lasciato, mentre i proprietari dei terreni si affrettarono a riappropriarsi delle loro terre.

### Simboli
Lo stemma e il gonfalone sono stati concessi con decreto del presidente della Repubblica del 2 marzo 1960.
Il gonfalone è un drappo partito di bianco e di giallo.

## Monumenti e luoghi d'interesse

### Chiesa Madre di Sant'Antonio da Padova

#### Il miracolo di Sant'Antonio di Padova
Dal lontano 1800, gli abitanti di Poggiomarino venerano con somma devozione sant'Antonio di Padova. Si narra che durante l'eruzione del Vesuvio del 1906, sant'Antonio protesse Poggiomarino, fermando la lava che avanzava distruttrice proveniente dal Vesuvio, dopo aver colpito gravemente Boscoreale, Boscotrecase, Torre Annunziata, Terzigno, San Giuseppe Vesuviano ed Ottaviano.
Fu tale il miracolo della protezione del Santo — davanti agli occhi di tutti — che si fece una petizione plebiscitaria a Roma, al Papa, per ottenere sant'Antonio come protettore di Poggiomarino.
Con decreto della Sacra Congregazione dei Riti, in data 21 agosto 1906, papa Pio X dichiarò sant'Antonio di Padova, patrono di Poggiomarino

### Chiesa SS. Rosario

Foto d'epoca della chiesa del SS. Rosario di Flocco

La chiesa, risalente alla metà del '700, si trova in piazza SS. Rosario, in località Flocco. Dispone di una sola navata ma è circondata da altre strutture adiacenti quali il campanile, l'ufficio del parroco disposto di due segretari pronti ad accogliere ogni esigenza, la cappella della Riconciliazione, la sacrestia e la cappella dell'Addolorata. Al piano superiore si trova la canonica.
A suo interno l'altare è in stile barocco e accoglie nell'abside la statua seicentesca fatta in legno della Madonna del SS. Rosario. Ai due lati dell'altare prendono posto le statue del Cristo e di Sant'Antonio di Padova. Il soffitto è decorato con dipinti su tela, del pittore Angelo Mozzillo, allievo di Giuseppe Bonito.

#### Miracolo della Vergine del Flocco
Nel marzo 1875, nella chiesa del SS. Rosario di Flocco, all'epoca appartenente al comune di Boscoreale, l'antica statua lignea della Vergine del Rosario sudò abbondantemente soprattutto nel volto. Il prodigio si manifestò sotto forma di scuotimento della statua, di effusione di sudore e di lacrime, anche nel 1876 e nel 1877. Nessun fedele riusciva ad asciugare il volto della Vergine, chiunque ci provava con un panno, quest'ultimo restava asciutto, senza impregnarsi. Il prezioso liquido poteva essere raccolto solo da Brigadella Giuliani, una contadinella di 14 anni, molto devota del Rosario. In riferimento a questi prodigi Bartolomeo Longo, più volte testimone, scrisse:
(Bartolo Longo, I quindici sabati del SS. Rosario, pp. 93-94.)
Si racconta che Bartolo Longo, osservato il fenomeno, pensò di fondare a Flocco il santuario da lui progettato, ma a causa dell'intemperanza della famiglia Orsini, abbandonò l'idea e così l'8 maggio 1876, pose a valle di Pompei la prima pietra del Santuario.

### Architetture civili

#### Palazzo Carotenuto
Il Palazzo Carotenuto è della fine dell'800 e fu costruito da Don Ettore d'Alessio, amministratore dei Principi de Marinis. Si tratta di una solida costruzione su tre piani. La facciata esterna è divisa, in due parti simmetriche, da un portone attraverso cui si accede alle scale interne e al cortile retrostante che guarda il grande giardino.

#### Palazzo Nunziata
Fu realizzato verso la fine del 700 assieme a una cappella, in stile neoclassico, per volere di Francesco dell'Annunziata. Si racconta che il terremoto del 1830, oltre a causare ingenti danni al paese, mandò in frantumi tutte le cristallerie e le porcellane facenti parte dell'arredo del palazzo. Dopo un periodo di abbandono, Giacinto Nunziata ebbe l'idea di prendere tutti i cocci delle ceramiche e cristallerie varie per decorare gli stucchi del palazzo e della cappella, in modo tanto originale che da allora la residenza fu ribattezzata "Palazzo di Cristallo", nome che ha conservato nel tempo fino a oggi. L'edificio è stato la sede della prima scuola media "E. De Filippo" fino a gennaio 2019.

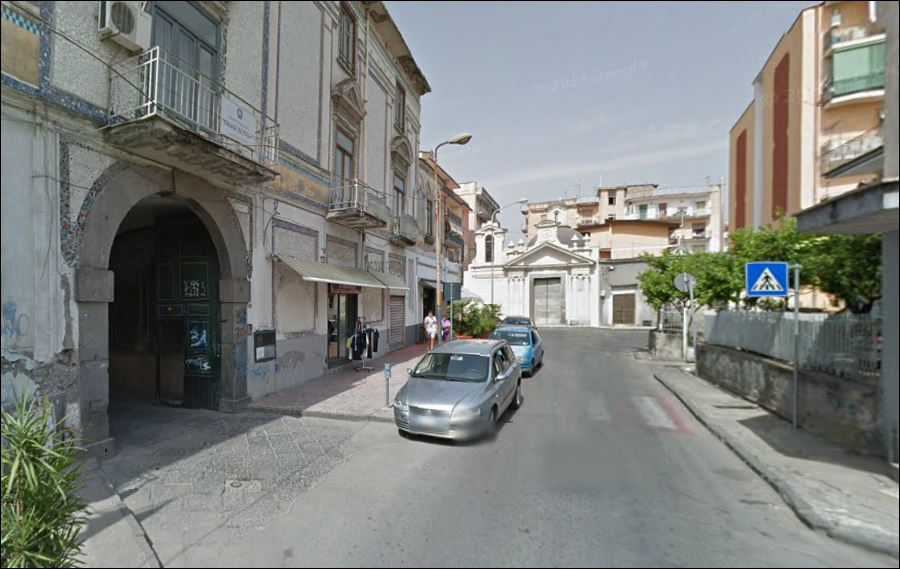
"Palazzo Nunziata" nel 2014
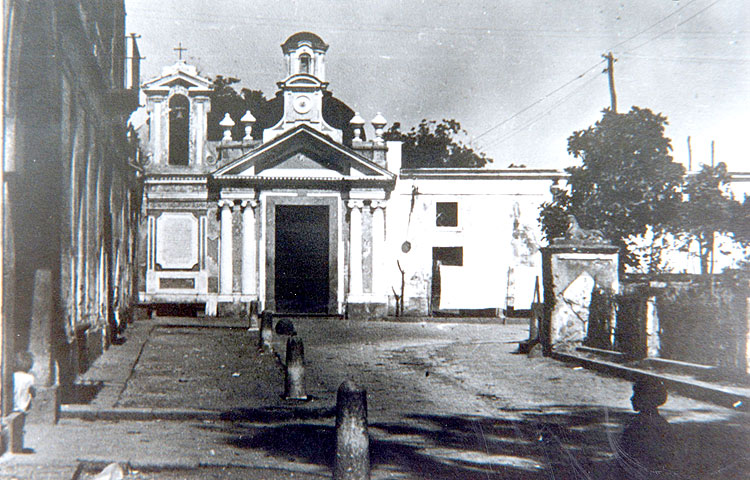
"Palazzo Nunziata" con annessa cappella negli anni 40 del XX secolo
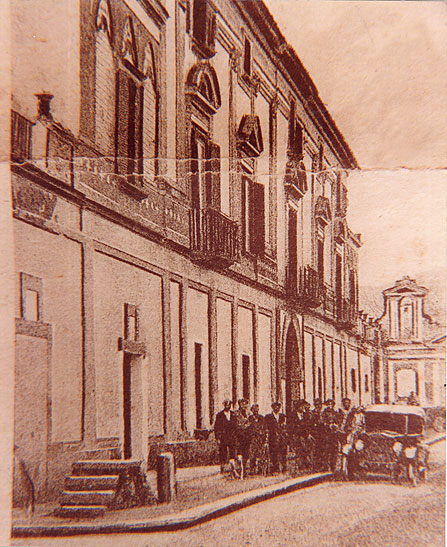
"Palazzo Nunziata" a inizio XX secolo
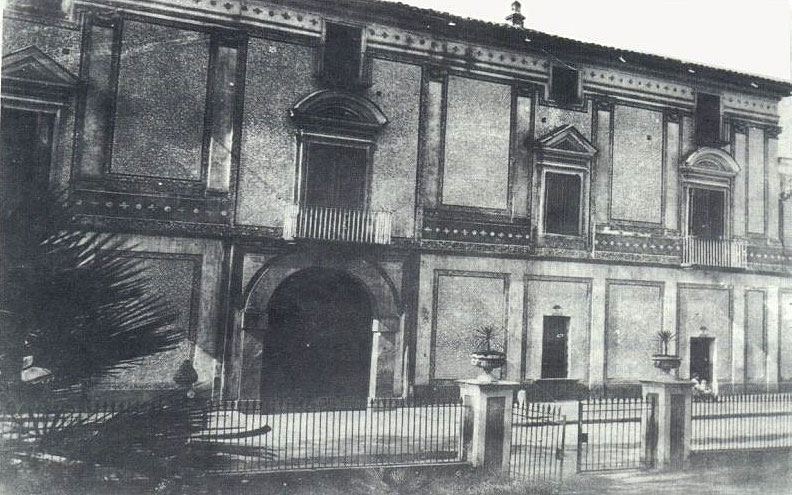
"Palazzo Nunziata" a inizio XX secolo
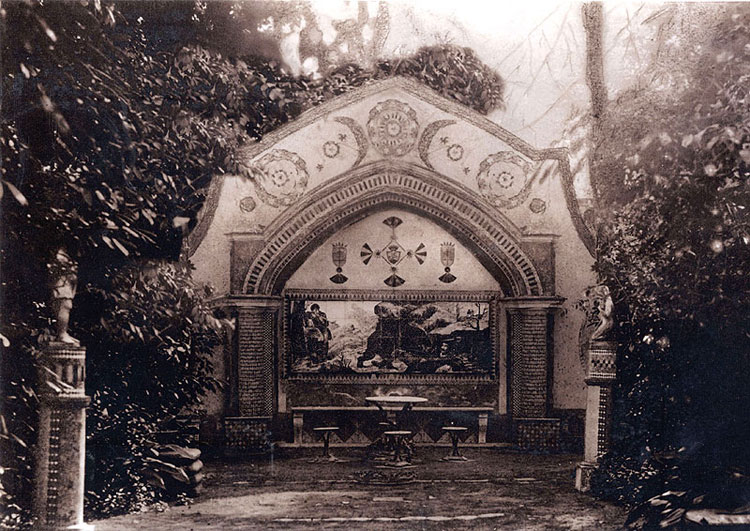
Ingresso del giardino interno originale (ormai distrutto)
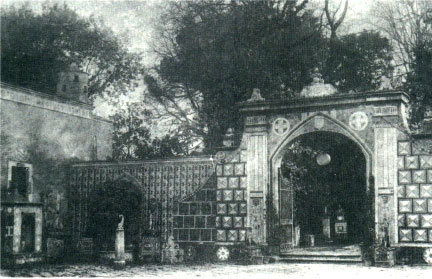
Cortile interno originale con accesso al giardino (ormai distrutto)
Via de Marinis in una cartolina di Poggiomarino degli anni 70.

#### Portone di Boccapianola
Nella periferia sud-ovest di Poggiomarino, in via Passanti Flocco, proprio all'ingresso della cittadina, è possibile ammirare il "Portone di Boccapianola" che conduce alla "Masseria Croce." Sebbene oggi faccia parte del comune di Boscoreale, per motivi storici e per la sua posizione all'ingresso della città, il portone viene attribuito a Poggiomarino. La masseria nel 1700 apparteneva alla nobile famiglia dei Boccapianola che vi fecero costruire l'omonimo portale d'ingresso. Nell'800 la proprietà passò al barone del Flocco, don Nicola Croce, che vi fece costruire una villa divenuta poi sede di una scuola di agraria, tra il 1893 e i primi anni del 900. Nel 2018 è stata scelta come location per le riprese di varie scene della quarta stagione della serie televisiva Gomorra

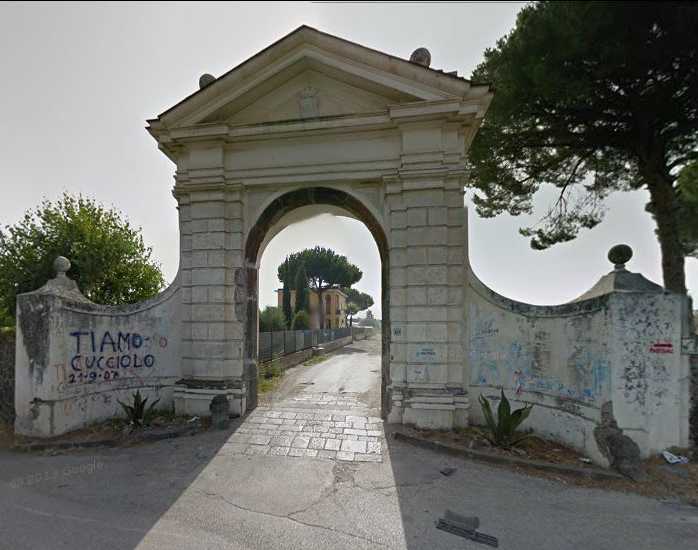
Fronte del "Portone di Boccapianola"
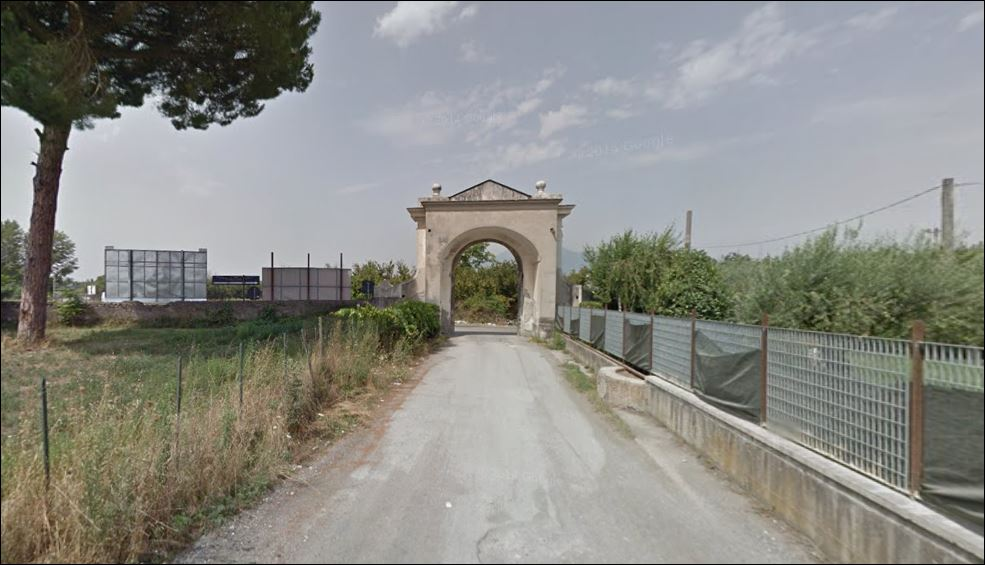
Retro del "Portone di Boccapianola"

### Aree archeologiche

#### Longola

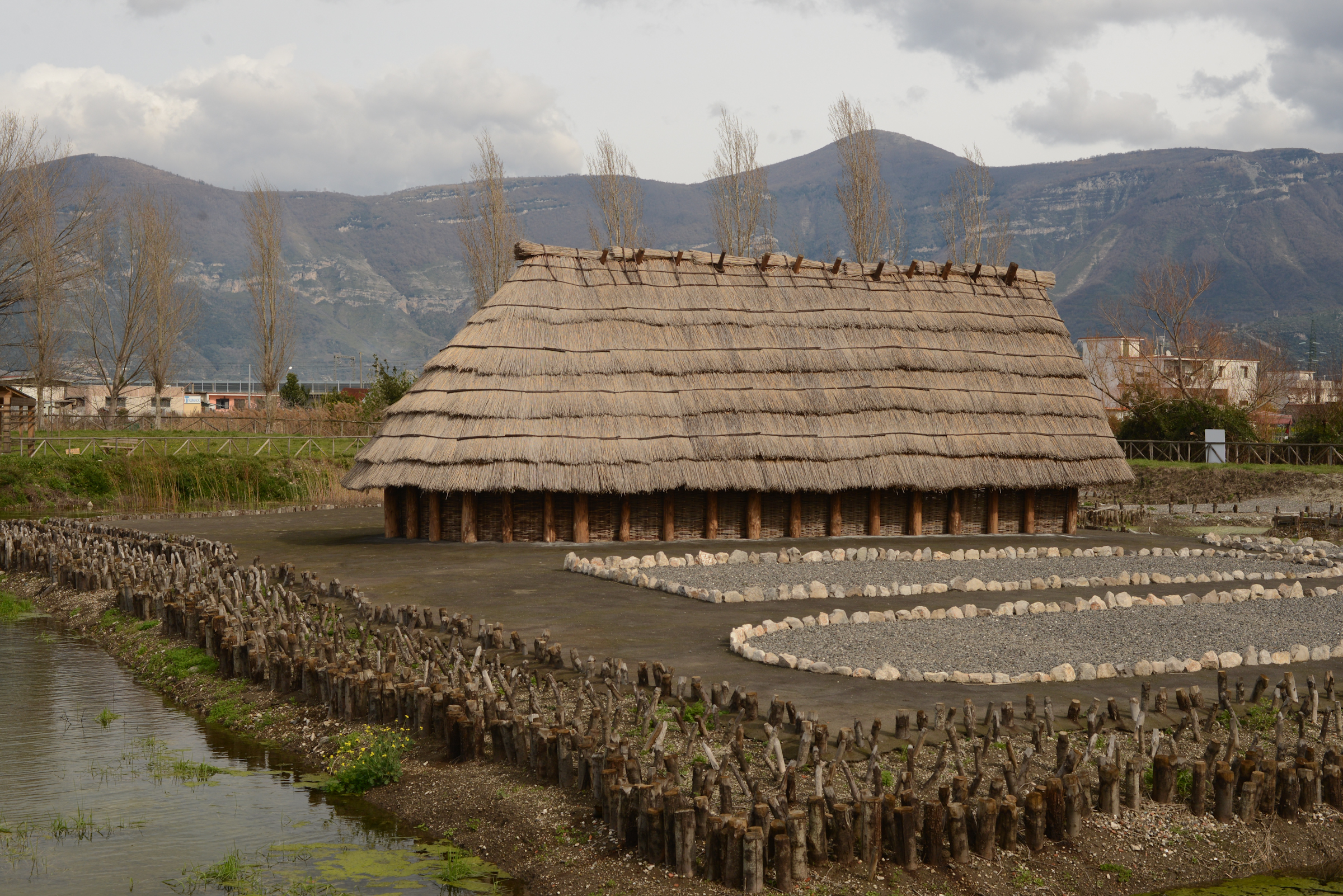
Capanna del Parco Archeo-Fluviale di Longola. Sul suolo sono evidenziate le strutture di altre due capanne protostoriche.

Nel novembre del 2000, in una discarica fra Sarno e San Valentino Torio furono individuati cumuli di terreno di scarto ricchi di resti ceramici, faunistici e lignei, di epoca protostorica e di conseguenza fu avvisata la Soprintendenza Archeologica di Pompei (oggi Soprintendenza Speciale per i Beni Archeologici di Napoli e Pompei) che subito avviò un'indagine. Claude Albore Livadie, direttore di Ricerca presso il Centro Nazionale della Ricerca Scientifica (CNRS), indagò sulla provenienza del terreno portato come rifiuto scoprendo che proveniva dalla vicina località Longola di Poggiomarino, dove si stava scavando una vasca per la costruzione di un depuratore del fiume Sarno. I lavori furono immediatamente sospesi dalla Soprintendenza e fra febbraio e gennaio del 2001 fu istituito un team di archeologi sotto la direzione della stessa Claude Albore Livadie per effettuare il primo saggio di scavo.
Lo scavo mise alla luce alcune capanne di un villaggio protostorico, costruito su degli isolotti artificiali affiancati da canali navigabili in un'area paludosa. L'ambiente anaerobico ha permesso agli archeologi di ritrovare l'intera struttura degli isolotti e alcune piroghe in legno in un ottimo stato di conservazione. 
I reperti, di straordinaria importanza, come la serie di abitati sovrapposti, sono databili dal Tardo Bronzo (2000–1750 a.C.) fino agli inizi del VI secolo a.C. e attribuiti al popolo dei Sarrasti. 
L'insediamento, avrebbe avuto probabilmente la funzione di porto fluviale sulle rive del fiume Sarno.
Nel 2018 è stato creato, al fine di preservare il sito, il parco archeo-fluviale di Longola che ospita la ricostruzione di alcune capanne del villaggio fluviale e un'area per il birdwatching.

## Società

### Evoluzione demografica
Abitanti censiti

### Etnie e minoranze straniere
A partire dagli inizi del 1990 Poggiomarino ha aumentato di molto la sua popolazione in quanto nel suo territorio si sono stabiliti numerosissimi immigrati provenienti prevalentemente dal Maghreb e dalla Cina. Essi ammontano a circa 2 000 unità (contando quelli che hanno dichiarato la residenza) e tuttora (inizi del 2011) continuano gli arrivi.
Secondo i dati ISTAT al 31 dicembre 2024 la popolazione straniera residente era di 2 943 unità e rappresenta il 12,5% della popolazione residente. Le comunità straniere più numerose sono quelle provenienti da:
- Marocco 1152
- Romania 582
- Ucraina 307
- Cina 241
- Bangladesh 222

### Religione
La maggioranza della popolazione è di religione cristiana, appartenente principalmente alla Chiesa cattolica. Il territorio del comune è spartito tra due diocesi ed è suddiviso in due parrocchie.
L'altra confessione cristiana presente è quella evangelica con una comunità:
- Chiesa evangelica pentecostale ADI.

## Cultura

### Istruzione
- I.T.G.C.L.S. Statale in via Turati che comprende

Polo liceale: liceo scientifico, scienze applicate, linguistico (francese inglese e cinese mandarino) classico e indirizzo sperimentale matematico. Polo tecnologico.

## Infrastrutture e trasporti
Il paese è servito dalle stazioni di Poggiomarino e di Flocco, entrambe sulla linea Napoli-Ottaviano-Sarno, mentre la prima è anche capolinea della linea Napoli-Pompei-Poggiomarino, della rete Circumvesuviana. Inoltre, il paese è interessato dalla strada statale 268 del Vesuvio.

## Amministrazione
| Periodo           | Periodo           | Primo cittadino                                 | Partito | Carica              | Note   |
| ----------------- | ----------------- | ----------------------------------------------- | ------- | ------------------- | ------ |
| 1946              | 1949              | Antonio Boccia                                  | PSI     | Sindaco             | [ 56 ] |
| 1949              | 1952              | Francesco Amaniera                              |         | Sindaco             |        |
| 1952              | 1956              | Francesco Liguori                               | DC      | Sindaco             | [ 57 ] |
| 1956              | 1958              | Antonio Giugliano                               | DC      | Sindaco             | [ 57 ] |
| 1958              | 1960              | Marciello Ricciardi                             | -       | Comm. prefettizio   |        |
| 1960              | 1962              | Francesco Liguori                               | DC      | Sindaco             | [ 57 ] |
| 1962              | 1963              | Raffaele Abate                                  | -       | Comm. prefettizio   |        |
| 1963              | 1967              | Francesco Liguori                               | DC      | Sindaco             | [ 57 ] |
| 1967              | 1968              | Francesco Liguori                               | DC      | Sindaco             | [ 57 ] |
| 20 gennaio 1968   | 10 novembre 1972  | Francesco Liguori                               | DC      | Sindaco             | [ 57 ] |
| 29 gennaio 1973   | 9 gennaio 1976    | Salvatore Boccia Montefusco                     | PSI     | Sindaco             | [ 58 ] |
| 9 gennaio 1975    | 14 agosto 1976    | Luigi Caporaso                                  | -       | Comm. prefettizio   |        |
| 14 agosto 1976    | 6 novembre 1982   | Francesco Liguori                               | DC      | Sindaco             | [ 57 ] |
| 6 novembre 1982   | 10 settembre 1984 | Giuseppe Annunziata                             | DC      | Sindaco             | [ 59 ] |
| 10 settembre 1984 | 25 luglio 1985    | Francesco D'Avino                               | PSI     | Sindaco             | [ 59 ] |
| 25 luglio 1985    | 7 agosto 1990     | Mario Sangiovanni                               | DC      | Sindaco             | [ 59 ] |
| 7 agosto 1990     | 25 maggio 1991    | Salvatore Lettieri                              | DC      | Sindaco             | [ 59 ] |
| 25 maggio 1991    | 12 giugno 1991    | Calogero Cortimiglia                            | -       | Comm. prefettizio   | [ 59 ] |
| 12 giugno 1991    | 1 ottobre 1991    | Salvatore Lettieri                              | DC      | Sindaco             | [ 59 ] |
| 1 ottobre 1991    | 5 dicembre 1993   | Mario Savoia, Antonio Commuso, Vincenzo De Vivo | -       | Comm. straordinaria | [ 59 ] |

### Elezione diretta del sindaco
| Periodo           | Periodo           | Primo cittadino                                 | Partito                                                                       | Carica              | Note   |
| ----------------- | ----------------- | ----------------------------------------------- | ----------------------------------------------------------------------------- | ------------------- | ------ |
| 5 dicembre 1993   | 20 ottobre 1995   | Roberto Aprea                                   | Lista civica "Movimento per la Riforma della Politica-Per Poggiomarino" (PDS) | Sindaco             | [ 59 ] |
| 20 ottobre 1995   | 23 giugno 1996    | Rosanna Sergio                                  | -                                                                             | Comm. prefettizio   | [ 59 ] |
| 23 giugno 1996    | 9 febbraio 1999   | Mario Sangiovanni                               | FI                                                                            | Sindaco             | [ 59 ] |
| 9 febbraio 1999   | 24 novembre 2000  | Gabriella D'Orso, Fiora Fasano, Maurizio Mazzei | -                                                                             | Comm. straordinaria | [ 59 ] |
| 24 novembre 2000  | 28 maggio 2001    | Gabriella D'Orso, Fiora Fasano, Ennio Blasco    | -                                                                             | Comm. straordinaria | [ 59 ] |
| 28 maggio 2001    | 10 settembre 2002 | Giuseppe Zamboli                                | FI                                                                            | Sindaco             | [ 59 ] |
| 10 settembre 2002 | 28 maggio 2003    | Elisabetta Lignola                              | -                                                                             | Comm. prefettizio   | [ 59 ] |
| 28 maggio 2003    | 29 novembre 2006  | Roberto Raffaele Giugliano                      | DS                                                                            | Sindaco             | [ 59 ] |
| 30 novembre 2006  | 12 giugno 2007    | Gioacchino Ferrer                               | -                                                                             | Comm. prefettizio   | [ 59 ] |
| 13 giugno 2007    | 24 dicembre 2010  | Vincenzo Vastola                                | AN                                                                            | Sindaco             | [ 59 ] |
| 24 dicembre 2010  | 29 giugno 2011    | Giuseppe Canale                                 | -                                                                             | Comm. prefettizio   | [ 59 ] |
| 30 giugno 2011    | 23 giugno 2016    | Pantaleone "Leo" Annunziata                     | PD                                                                            | Sindaco             | [ 59 ] |
| 23 giugno 2016    | 22 febbraio 2020  | Pantaleone "Leo" Annunziata                     | PD                                                                            | Sindaco             | [ 59 ] |
| 23 febbraio 2020  | 21 settembre 2020 | Carolina Iovino                                 | -                                                                             | Comm. prefettizio   | [ 59 ] |
| 22 settembre 2020 | 21 ottobre 2024   | Maurizio Falanga                                | Lista civica "Rialziamo la testa" (FdI)                                       | Sindaco             | [ 59 ] |
| 21 ottobre 2024   | in carica         | Gabriella D'Orso                                | -                                                                             | Comm. prefettizio   | [ 59 ] |

## Sport

### Calcio
A Poggiomarino erano  presenti due squadre di calcio: la A.S.D. Athletic Poggiomarino, che milita nel campionato di Prima Categoria Campania nel girone E, giocando gli incontri casalinghi nello stadio comunale "Europa" di Poggiomarino; e la A.S.D. Real Poggiomarino, che milita nel campionato di Eccellenza Campania girone A. Dalla stagione 2018/2019 disputa le partite casalinghe nella vicina Sant'Antonio Abate e dal 2025 non partecipa a nessun campionato.

### Calcio a 5
In passato operava l'Isef Poggiomarino, la cui squadra femminile si laureò campione d'Italia nella stagione 2009/2010.
Dalla stagione 2017/18 è presente il Real Poggiomarino C5, che milita nel campionato di Serie D.

### Pallavolo
A.S.D. Volley Poggiomarino, Azzurra Volley P.S.V. e La Fenice Club ASD.

### Beach Volley
È attiva la società Sport Events ASD.